# Nhân vật phản diện

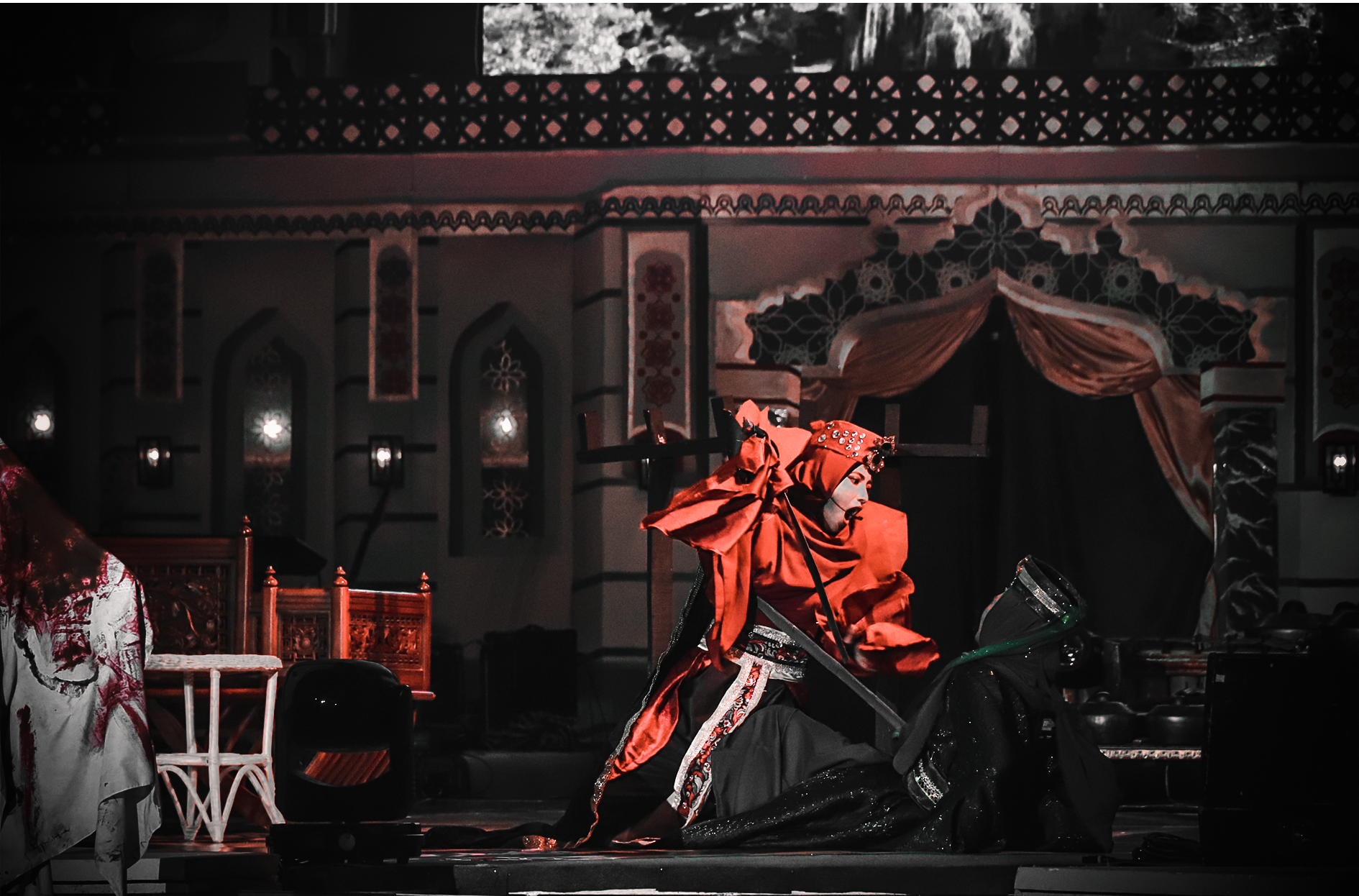
Nhân vật phản diện (minh họa)

Nhân vật phản diện (tiếng Anh: antagonist; tiếng Hy Lạp cổ: ἀνταγωνιστής) còn gọi là nhân vật đối lập, là nhân vật đối đầu với nhân vật chính trong một câu chuyện, thường vào vai kẻ xấu, ác nhân.